# Saleh Gomaa
 Saleh Gomaa  (en árabe: صالح جمعة) (El Arish, Egipto; 1 de agosto de 1993) es un futbolista egipcio. Juega de centrocampista y su equipo actual es el Al-Ahly de la Premier League de Egipto.

## Clubes
| Club                   | País     | Año         |
| ---------------------- | -------- | ----------- |
| Enppi Club             | Egipto   | 2011 - 2015 |
| C.D. Nacional (Cedido) | Portugal | 2014 - 2015 |
| Al-Ahly                | Egipto   | 2015 -      |

## Palmarés

### Campeonatos nacionales
| Título                   | Club       | País   | Año     |
| ------------------------ | ---------- | ------ | ------- |
| Copa de Egipto           | Enppi Club | Egipto | 2010-11 |
| Premier League de Egipto | Al-Ahly    | Egipto | 2015-16 |

### Campeonatos internacionales
| Título             | Equipo        | Sede    | Año  |
| ------------------ | ------------- | ------- | ---- |
| Copa África Sub-20 | Egipto Sub-20 | Argelia | 2013 |